# Hammer DeRoburt
Hammer DeRoburt (25. rujna 1922. – 15. srpnja 1992.) bio je prvi predsjednik otočne države Nauru. Njome je vladao u razdoblju nakon stjecanja nezavisnosti.
Hammer DeRoburt je jedan od preživjelih Nauruanaca koje su Japanci deportirali na otoke Chuuk za vrijeme drugog svjetskog rata. U 1950-ima izabran je u Vijeće lokalne vlasti na Nauruu. Od 1955. odgovoran je za pregovore s australskim kolonijalnim vlastima o upravljanju fosfatima. Australija je u to vrijeme upravljala otokom pod mandatom UN-a. U prosincu 1955. dolazi na čelo Vijeća lokalne vlasti gdje ostaje sve do stjecanja nezavisnosti otoka.
Nakon stjecanja nezavisnosti 31. siječnja 1968. DeRoburt postaje predsjednik države, a tu je funkciju s kraćim prekidima obnašao sve do 17. kolovoza 1989. godine.
Kraljica Elizabeta II. ga je 1982. proglasila vitezom. Općenito se smatra da je DeRoburt doveo australski nogomet na Nauru gdje je postao nacionalni sport.
Umro je od dijabetesa 1992. u Melbourneu u Australiji.